# Руйнація (фільм)
«Руйнація» (англ. Demolition) — американський трагікомедійний фільм, знятий Жан-Марком Валле. Світова прем'єра стрічки відбулась 10 вересня 2015 року на міжнародному кінофестивалі в Торонто, а в Україні — 30 червня 2016 року. Фільм розповідає про банкіра Девіса, який важко переживає смерть своєї дружини в автомобільної аварії.

## У ролях
- Джейк Джилленгол — Девіс Мітчелл
- Наомі Воттс — Карен Морено
- Кріс Купер — Філ
- Джуда Льюїс — Кріс Морено
- С. Дж. Вілсон — Карл
- Поллі Дрейпер — Марго
- Мелакі Клірі — батько Девіса
- Дебра Монк — мати Девіса

## Виробництво
Зйомки фільму почались 15 вересня 2014 року в Нью-Йорку.